# Раннет, Эуген Николаевич
Эуген (Эгон, Евгений) Николаевич Раннет (эст. Eugen (Egon) Rannet; при рождении носил фамилию Брюкке (эст. Brükke); 29 ноября 1911, Ревель — 1 ноября 1983, Таллин) — советский и эстонский драматург, прозаик и сценарист. Заслуженный деятель искусств Эстонской ССР (1960) и Заслуженный писатель Эстонской ССР (1961). Член Союза писателей СССР.

## Биография
Родился 29 ноября 1911 года в Таллине в семье железнодорожника. Родители — Николай Брюкке (1885—1968) и Елизавета, в девичестве Кийвет (1895—?). После окончания средней школы работал в различных местах — каменщиком, маляром, чернорабочим и юнгой. До апреля 1940 года носил имя Евгений Брюкке, затем изменил его на Эгон Раннет, также упоминается как Эуген Раннет.
В 1941 году в связи с началом Великой Отечественной войны ушёл добровольцем на фронт и прошёл всю войну.
Сразу же после демобилизации начал свою литературную деятельность и написал ряд очерков, пьес и рассказов (в основном посвящённые колхозам и совхозам), а также в качестве сценариста написал ряд сценариев. В 1956 году за заслуги в литературной деятельности (в частности за создание пьесы «Совесть»), ему был вручён Орден «Знак Почёта». Пьеса «Совесть» очень быстро была поставлена в Театре имени В. Кингисеппа, после премьерного успеха которого, данный театр ставил все его последующие пьесы, огромный успех ждала его следующая пьеса «Блудный сын», которую поставили многие театры во всём СССР, даже за рубежом. Литературной деятельностью занимался вплоть до начала 1980-х годов.
Скончался 1 ноября 1983 года в Таллине.

## Фильмография

### Сценарист
- 1960 — В дождь и в солнце
- 1961 — Друг песни

## Личная жизнь
Эуген Раннет был женат дважды:
- Первая жена, Лейда Марианне Пулль (1920—?), в 1944 году эмигрировала в Западную Европу, затем жила в Австралии.
- Вторая жена Вайке Раннет (дев. Труммель), писательница.